# Јозеф Штро
Јозеф „Пепи“ Штро (5. март 1913 — 7. јануар 1991) био је аустријски фудбалер и фудбалски тренер. Клупски фудбал је играо углавном за Аустрију из Беча.

## Репрезентација
Као нападач, његови најистакнутији тренуци су били током Светског првенства у фудбалу 1934. и Летњих олимпијских игара 1948. када је био члан фудбалске репрезентације Аустрије . Играо је и за фудбалску репрезентацију Немачке. Такође је био део тима Аустрије за фудбалски турнир на Летњим олимпијским играма 1948. године, али није играо ни на једној утакмици.